# Mick Harris
Pour les articles homonymes, voir Michael Harris.
Michael John Harris dit Mick Harris est un musicien anglais né le 12 octobre 1967 à Birmingham.
Connu comme l'emblématique batteur du groupe Napalm Death, Mick Harris est l'inventeur du terme grindcore. 
Il quitte son premier groupe Anorexia pour intégrer Napalm Death (alors formé de Nick Bullen et Justin Broadrick). 
En 1991, Mick Harris fonde le groupe de musique improvisée Painkiller avec le saxophoniste John Zorn et le bassiste Bill Laswell. 
Mick Harris quitte Napalm Death en 1991 pour fonder Scorn avec le bassiste Nick Bullen. Scorn est un projet mêlant musique électronique, industrielle et influences grindcore. 
Avec le départ de Bullen en 1995, la musique de Scorn devient essentiellement électronique. Le style de Scorn est parfois considéré comme précurseur de l'esthétique du dubstep, bien que Mick Harris se soit toujours défendu de faire partie de cette scène. Scorn fut également apparenté aux courants illbient (en devenant un des précurseurs) et hip-hop industriel.
Mick Harris a également enregistré sous son propre nom et sous le nom Lull, projet de dark ambient fondé en 1991.